# Georges Frem
Georges Frem (1934 – 2006) est un industriel et homme politique libanais.

## Biographie
Fondateur du groupe industriel INDEVCO, il s’affirme comme l’un des principaux dirigeants d’industrie et hommes d’affaires libanais.
Jamais loin de la politique, il est nommé ministre des Postes et des Télécommunications et ministre de l’Industrie au gouvernement de Chafic Wazzan entre 1982 et 1984. Après la guerre[Laquelle ?], il réintègre le gouvernement comme ministre des Ressources hydrauliques et électriques dans l’équipe de Rafiq Hariri en 1992, mais démissionne en 1993 à la suite de dissensions politiques.
Il se présente aux élections législatives de 2000, conduisant avec succès une liste électorale dans la circonscription de Kesrwan-Jbeil dont 5 candidats sur 8 sont élus. Dans la foulée, il est nommé ministre de l’Industrie au sein du gouvernement de Rafiq Hariri. Il quitte ce poste lors du remaniement ministériel de 2003 et s’éloigne progressivement de la vie politique à cause de problèmes de santé, à la suite desquels il décède en mai 2006.